# Viola guitteanae
Viola guitteanae är en violväxtart som beskrevs av Giraudias. Viola guitteanae ingår i släktet violer, och familjen violväxter. Inga underarter finns listade i Catalogue of Life.